# La Casa Blanca (Fogars de la Selva)
La Casa Blanca és una obra del municipi de Fogars de la Selva (Selva) inclosa en l'Inventari del Patrimoni Arquitectònic de Catalunya.

## Descripció
Es tracta d'un edifici aïllat de dues plantes i coberta de dues aigües a laterals construït a partir de pedra i rajola. La part est de la casa està reforçada amb quatre contraforts, un dels quals apunta cap a la façana principal.
La façana principal, orientada a nord-est, consta de quatre finestres, una porta i un portal de mig punt de rajola. Com que l'arrebossat original ha estat recentment extret, deixa entreveure les diferents etapes constructives i d'ampliació de l'edifici. El ràfec de la teulada està format per dues fileres de rajola plana.
Al vessant de ponent hi ha un adossat de rajola i davant de la façana es conserva parcialment l'antiga era de batre i dependències de serveis i magatzems agrícoles reformades. En una de les parets d'aquests habitacles, mirant al sud, hi ha pintat un rellotge de sol amb forma de doble el·lipsi i de color blau. Contenia una llegenda que actualment no es pot arribar a llegir.

## Història
La propietat on s'ubiquen la Torre Blanca, casa de segona residència, i la Casa Blanca, la casa pairal, foren del mateix propietari fins al segle xix. Amb la construcció de l'autopista AP7 quedaren separades.
El nom es deu a l'arrebossat de calç que tradicionalment tenia l'edifici i que fou repicat el 2005. El nom també es pot relacionar amb le de la propera Casa Negra, enderrocada als anys 80 del segle xx.